# Вікентій Дмоховський
Вікентій Дмоховський (також Вінкентій, біл. Вікенцій Ігнатавіч Дмахоўскі, лит. Vincentas Dmachauskas, пол. Wincenty Dmochowski; 1807, маєток Нагородовичі, Слонімського повіту — 22 лютого 1862, Вільнюс) — художник, майстер історичного жанру.

## Життєпис
Початкову освіту здобув у Щучинському піарському колегіумі (за деякими даними, також навчався в Новогрудку). У 1826 вступив до Вільнюського університету на літературний факультет, одночасно брав уроки живопису в Яна Рустема.
Приєднався до повстання (1830—1831), після поразки якого змушений був емігрувати до Пруссії. Коли в 1837 році царський уряд оголосив амністію, повернувся до Вільнюса. Відкрив майстерню, яка стала художньою школою, де вчилися багато відомих майстрів, в тому числі Гелена Скірмунт та ін. Часто відвідував родовий маєток Нагородовичі. У 1855—1858 жив в селі Брацянка біля Новогрудка.
Одружився із Саломією Орловською. У шлюбі мав сина Владислава, також художника.

## Творчість
Сучасники нараховували понад сотню пейзажів і жанрових картин Вікентія Дмоховского, якого називали «Клодом Лорреном віленських околиць». Творча спадщина художника зберігається в музеях Литви і Польщі.
На замовлення Євстахія Тишкевича в 1853 році написав серію видів руїн литовських замків. Серед них «Руїни замку в Ліді», «Руїни замку в Мідниках», «Руїни замку на Трокському озері», «Руїни замку в Гольшанах».
Автор романтичних пейзажів «Батьківщина» («Двір в Нагородовичах», 1843), «Вулиця у Вільнюсі», «Будинок Міцкевича в Новогрудку», «Садиба в Тугановичах», «На нічліг», «Біля переправи», «Новогрудок», «Озеро Світязь». Серед живописних робіт також «Хрестоносці перед атакою на замок Пуня» (1837), «Єврейське весілля» (близько 1860-х).
Здобув популярність як скульптор і сценограф. У 1850—1854 оформляв спектаклі у Вільнюському міському театрі («Галька» Станіслава Монюшка, «Італійка в Алжирі» Джоаккіно Россіні, «Фаворитка» Гаетано Доніцетті та ін.).

## Галерея

Окремі роботи Вікентія Дмоховського
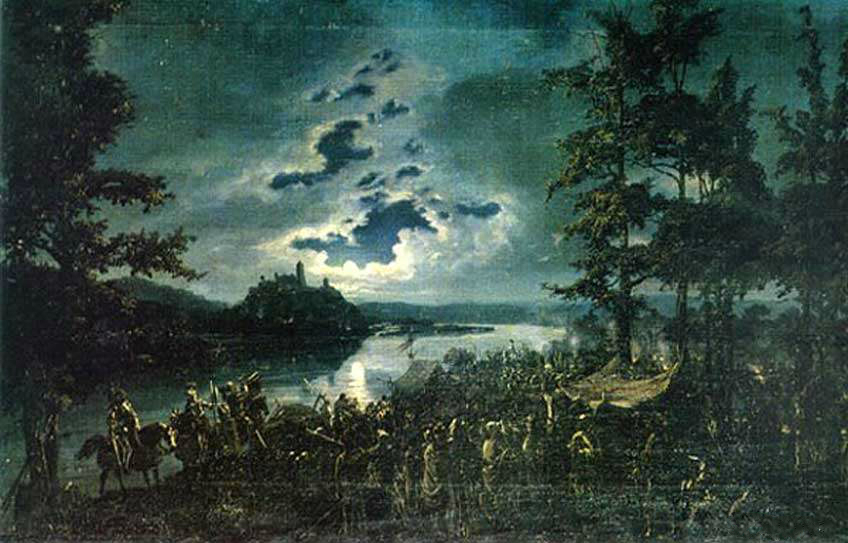
Хрестоносці перед атакою на замок Пуня
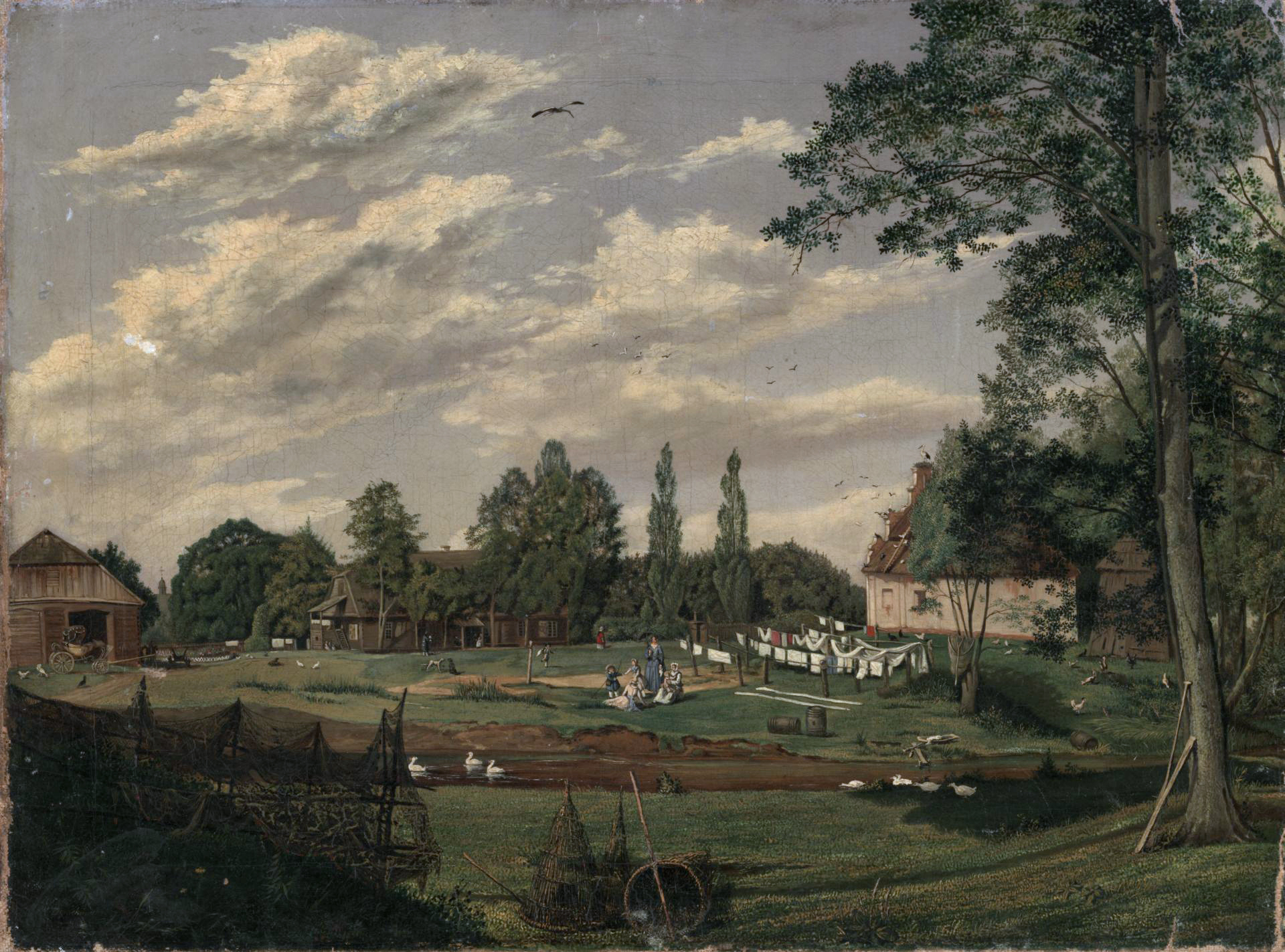
Нагородовичі
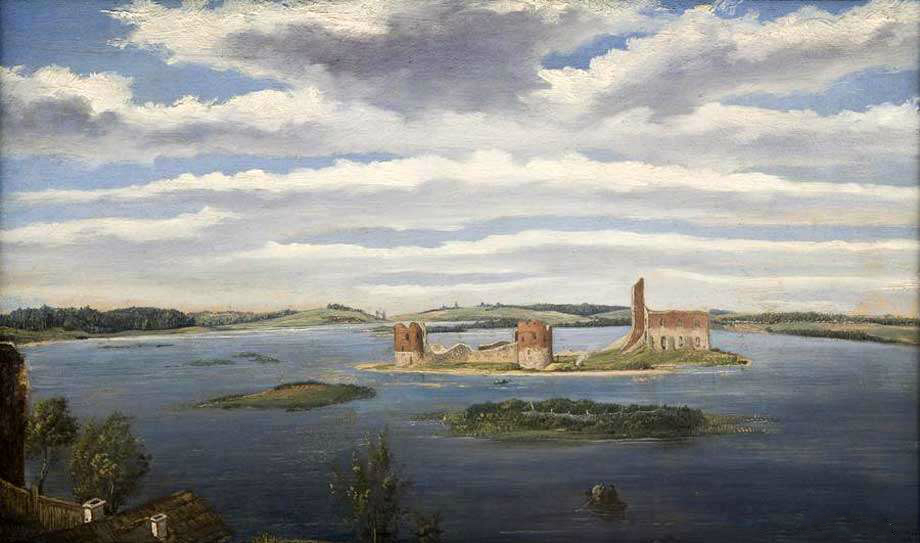
Руїни замку на Трокському озері
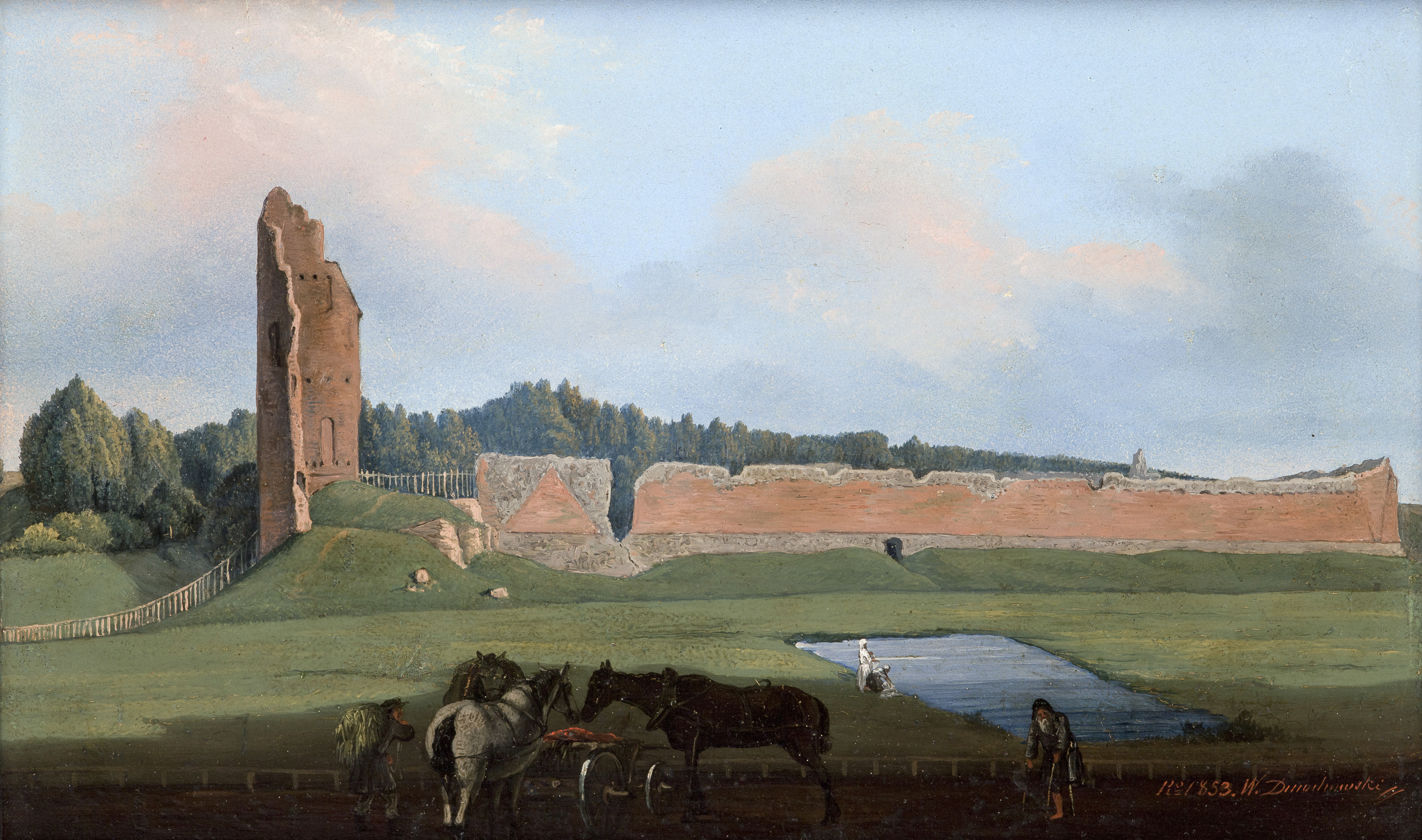
Руїни замку в Мідниках
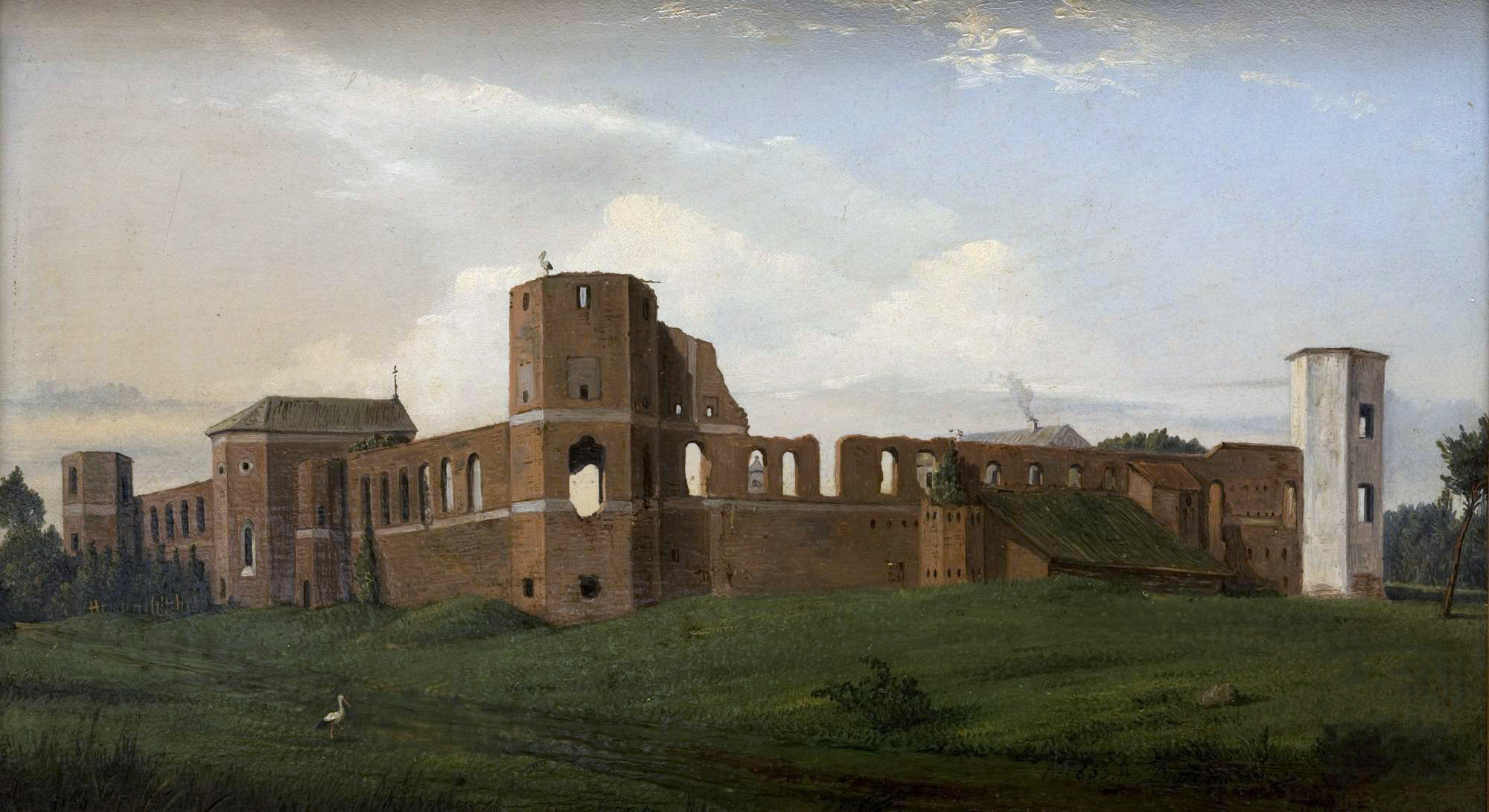
Руїни замку в Гольшанах
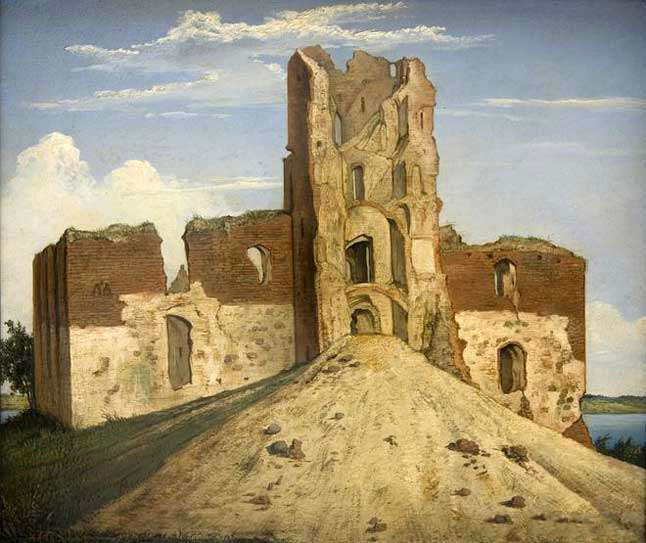
Замок у Троках
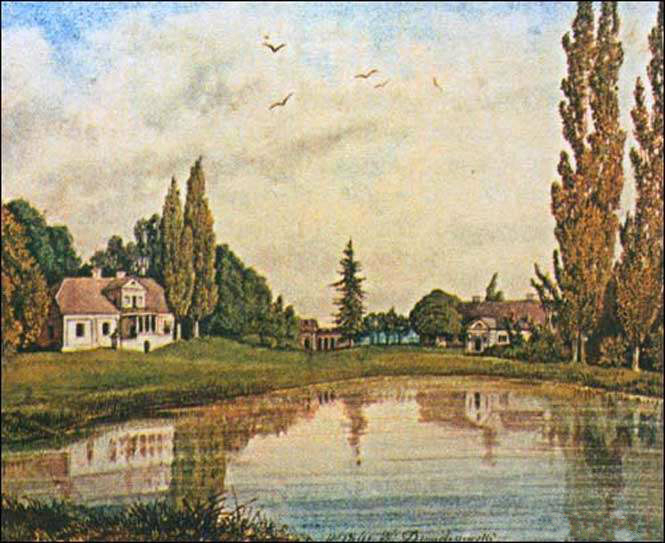
Тугановичі, двір і сарай
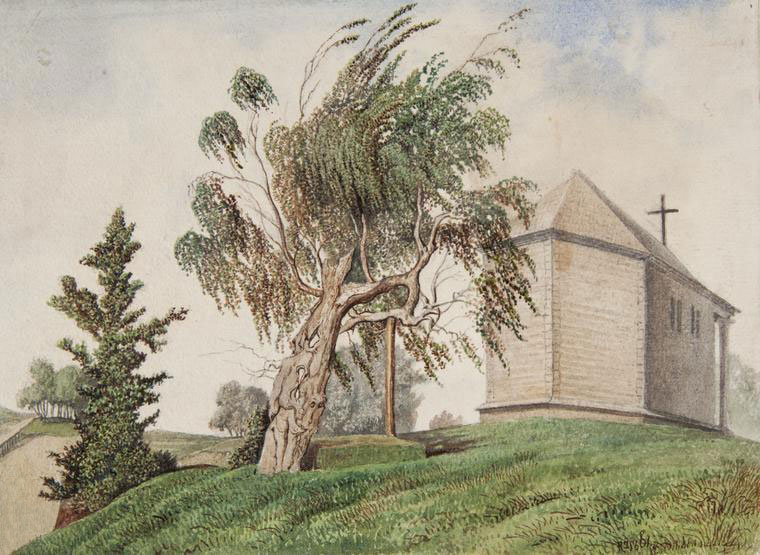
Каплиця на пагорбі в Тугановичах
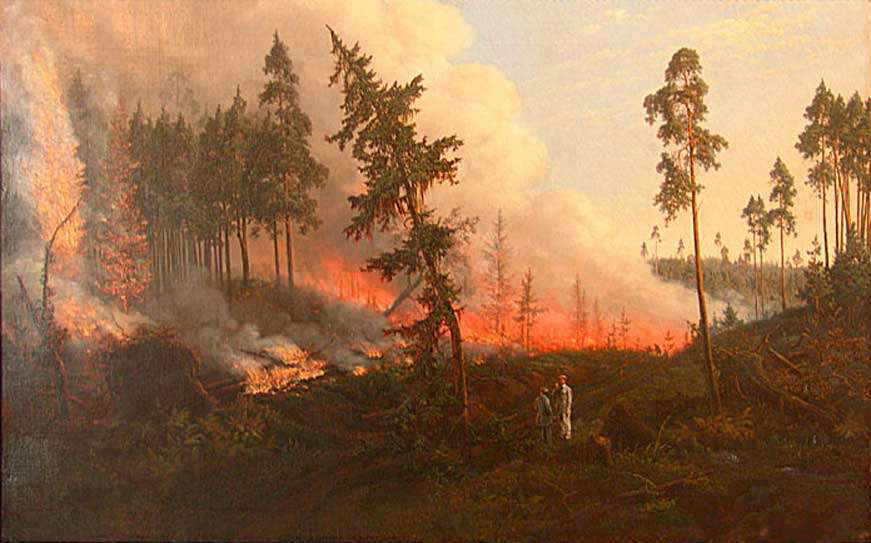
Лісова пожежа
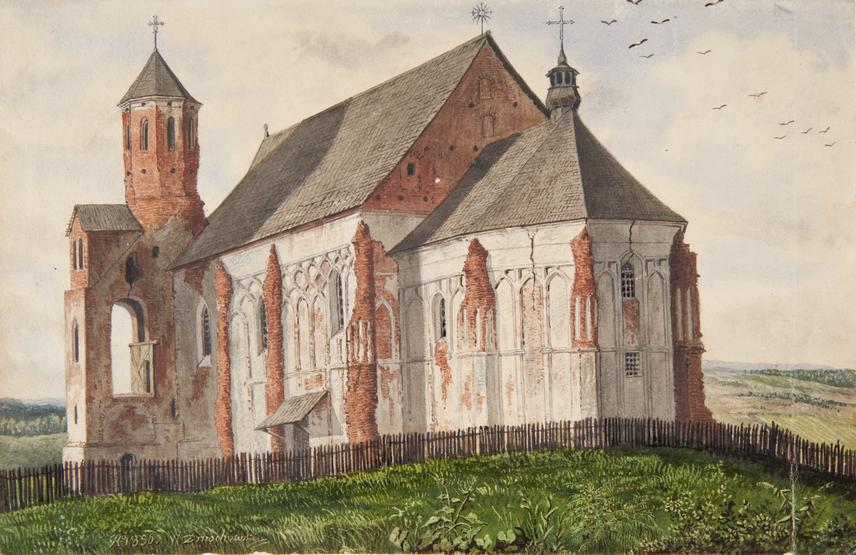
Василіянська церква в Новогрудку
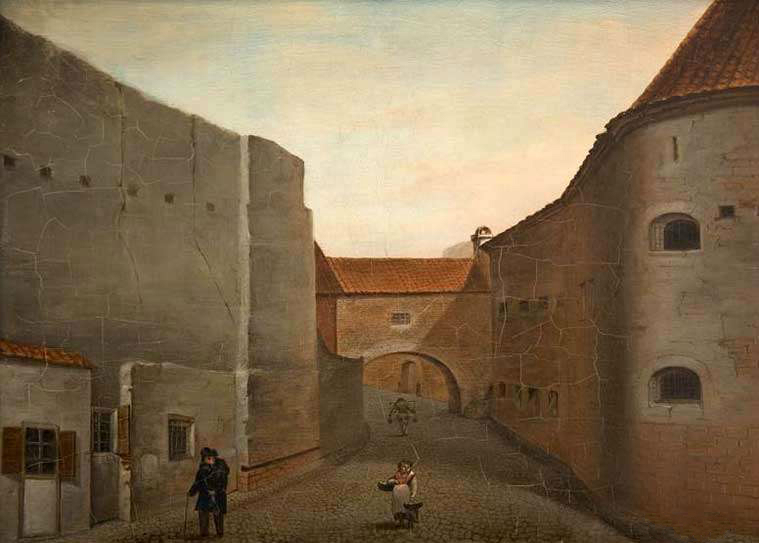
Вулиця у Вільно
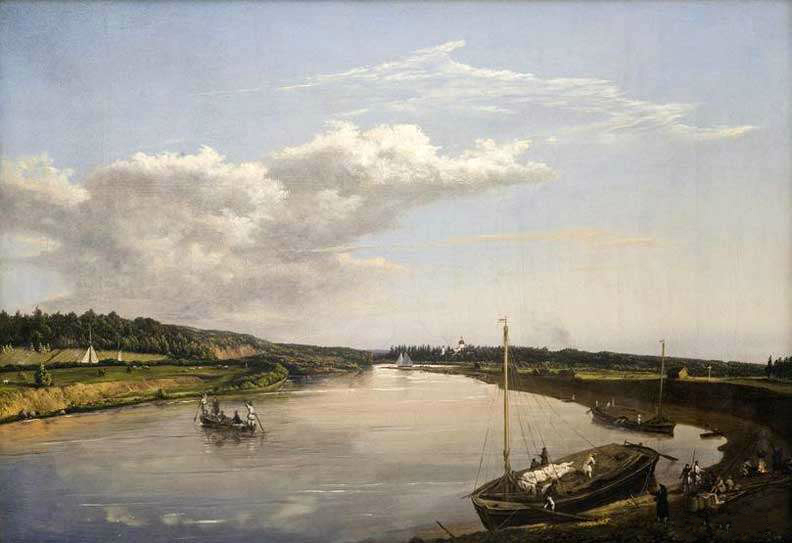
Пожайський монастир